# Dorotea Garai
Dorotea Garai (en húngaro: Garai Dorottya, en serbocroata: Doroteja Gorjanska/Доротеја Горјанска; 1410 - murió entre el 19 y el 24 de septiembre de 1438) fue una noble húngara, reina consorte de Bosnia tras su matrimonio con el rey Tvrtko II en 1428. Fue mecenas del arte y ejerció influencia sobre su esposo, especialmente en su relación con los funcionarios de la iglesia, lo que le valió una notoriedad considerable en los círculos monásticos. El matrimonio fue armonioso, pero sin hijos e interrumpido por su muerte a los veinte años. 

## Fondo
Dorotea nació en la Casa de Garai, una familia noble del Reino de Hungría. Era una de las hijas de Juan Garai, ispán (conde) del condado de Temes y ban (gobernador) de la región bosnia de Usora. Nicolás I y Nicolás II Garai, abuelo y tío de Dorotea respectivamente, sirvieron como palatinos de Hungría, los funcionarios de más alto rango en el reino. Su madre era Hedwig de Masovia, hija de Siemowit IV, duque de Mazovia. Dorotea pudo haber estado familiarizada con la corte real húngara debido a conexiones familiares, siendo su tío palatino y cuñado del rey Segismundo.
Dorotea surge por primera vez a fines de la década de 1420, cuando residía dentro de la Diócesis de Pécs y cuando su padre había muerto.
En ese momento, el rey Tvrtko II de Bosnia descubrió que la oposición de sus vasallos a sus estrechos vínculos con el Reino de Hungría estaba poniendo en peligro su trono. 
A algunos nobles les preocupaba que la alianza Bosnia-Hungría provocara el ataque de los otomanos. Y que concentrará el poder en el rey, debilitando a los nobles.
Ante estas críticas, Tvrtko fortaleció su alianza con los húngaros; Segismundo de Luxemburgo, Rey de Hungría y Croacia (aún no emperador del Sacro Imperio), le ofreció a Dorotea en matrimonio, y Tvrtko aceptó.

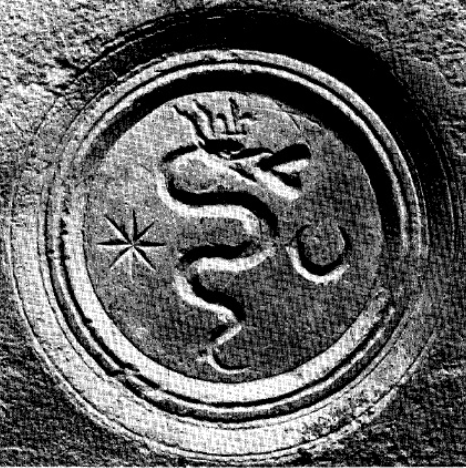
Una serpiente tragando un corazón, el escudo de armas de la reina Dorotea como se muestra en un artefacto encontrado en la capilla de Bobovac.

Sin embargo, el compromiso no recibió el apoyo inmediato de la Santa Sede porque las afiliaciones religiosas de Tvrtko no eran suficientemente claras. Admitió que sus súbditos eran "cristianos inestables" que a menudo cambiaban de lealtad. Algunos pasaban de la Iglesia católica a la Iglesia bogomila bosnia o incluso a la Iglesia ortodoxa oriental y viceversa. El matrimonio de Tvrtko y Dorotea siguió adelante. Las fuentes que informan sobre estas negociaciones matrimoniales también son las únicas que mencionan a Dorotea por su nombre, razón por la cual los historiadores se sintieron incómodos durante mucho tiempo al identificarla como la esposa de Tvrtko.
Toda la información sobre la boda real proviene de los documentos emitidos por las instituciones de la República de Ragusa; los patricios de Ragusa estaban ansiosos por aprender todo lo posible sobre la novia del rey de Bosnia. Se suponía que Dorotea sería recibida por Tvrtko en Milodraž el 12 de julio de 1428, pero la ceremonia de matrimonio no parece haber tenido lugar antes de agosto. Las festividades de la boda duraron días. Muchos nobles bosnios, incluido el Gran Duque Sandalj Hranić de la casa de Kosača, se negaron a asistir como protesta. El 31 de julio, los representantes de Ragusa pidieron a la joven reina que fuera a Podvisoki para poder recibir regalos, ya que los ragusanos tenían una colonia comercial en esa ciudad. La nueva reina pudo haber acompañado a su esposo en su visita a la sede de la familia Kosača en Blagaj, con la intención de reparar las relaciones entre vasallo y rey, en la primavera de 1429.

## Reinado
Como reina, Dorotea parece haber sido políticamente activa y mecenas del arte. Las autoridades de Ragusa se dirigieron tanto a la Reina como al Rey, y se esforzaron por halagarla enviándole costosos obsequios y enfatizando las tradicionalmente estrechas relaciones de su familia con la República. Fue invocada específicamente en 1432 cuando solicitaron que se desterrara a la familia Ljubibratić. La vigorosa actividad artística en la corte real de Bobovac durante el reinado de Dorothy está ligada a ella y al deseo de Tvrtko de complacerla.
En 1432, el Papa Eugenio IV envió a Jaime de la Marca con la misión de reformar la provincia franciscana de Bosna Srebrena y combatir la Iglesia bogomila bosnia. Se convirtió en vicario e inquisidor de Bosnia con plenos poderes en 1435 y permaneció en el reino durante cuatro años más. El rey Tvrtko se opuso firmemente a su enfoque agresivo hacia la Iglesia bogomila, pero parece que su principal némesis era la reina. Sus diferencias eran tales que Dorotea, "esa mujer malvada", fue acusada de intentar asesinar a Jaime en varias ocasiones. Se alega que finalmente se cansó de tratar de deshacerse de él y, en cambio, hizo las paces con el enviado. Las circunstancias en las que se sancionó su matrimonio con Tvrtko no dejan lugar a dudas sobre su lealtad a la Iglesia católica, por lo que las acusaciones parecen infundadas. Sin embargo, indican que ella tuvo una gran influencia en la política religiosa de su marido.

## Muerte y posteridad

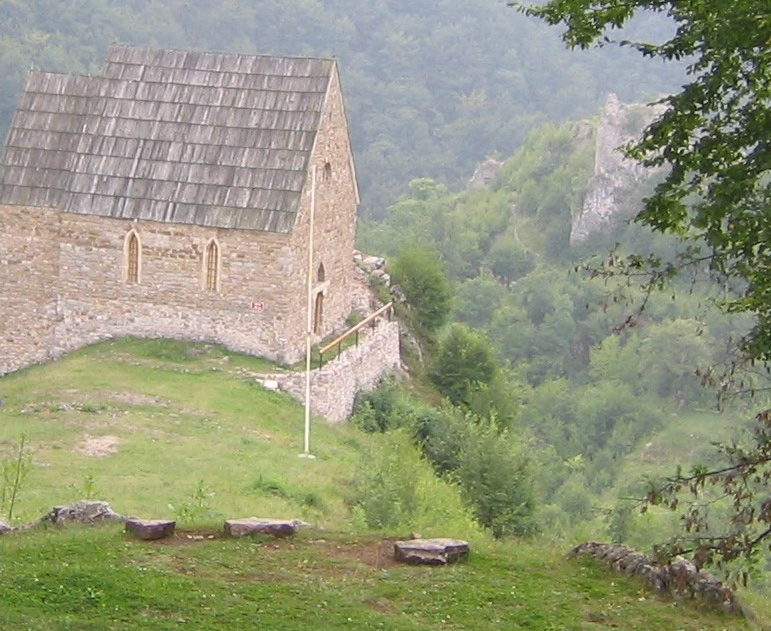
Capilla en Bobovac, originalmente construida para la reina Dorotea

El matrimonio de Dorotea y Tvrtko se contrajo para afianzar las relaciones Bosnia-Hungría. Parece que, al momento del matrimonio, el rey de Bosnia tenía genuino afecto por su esposa. A su muerte, entre el 19 y el 24 de septiembre de 1438, indican que el rey mantenía ese genuino afecto por su esposa. 
Fue enterrada en la capilla de Bobovac, que probablemente había sido construida para ella. A pesar de enfrentar problemas de sucesión, su viudo nunca se volvió a casar y fue enterrado junto a ella cinco años después. Su tumba fue saqueada.
No está claro si Dorotea tuvo hijos. Las fuentes no mencionan ninguno de Tvrtko II y Dorotea Garai, por lo que generalmente se supone que la pareja no tuvo hijos. Sin embargo, las excavaciones arqueológicas en el siglo XX dieron como resultado el descubrimiento de la tumba de un niño entre las tumbas de Tvrtko y Dorothy, lo que indica que es posible que hayan tenido un hijo que murió poco después del nacimiento.